# Achsenabschnittsform
Die Achsenabschnittsform ist in der Mathematik eine spezielle Form einer Geradengleichung oder Ebenengleichung. Bei der Achsenabschnittsform wird eine Gerade in der euklidischen Ebene oder eine Ebene im euklidischen Raum über ihre Achsenabschnitte beschrieben. Das sind die Stellen, an denen die Gerade bzw. Ebene die Achsen des Koordinatensystems schneidet.

## Achsenabschnittsform einer Geradengleichung in der Ebene

Achsenabschnittsform einer Geradengleichung

### Darstellung
In der Achsenabschnittsform wird eine Gerade in der Ebene mithilfe der Achsenabschnitte {\displaystyle x_{0}} und {\displaystyle y_{0}} beschrieben. Die Gerade besteht dann aus denjenigen Punkte, deren kartesische Koordinaten {\displaystyle (x,y)} die Gleichung
{\displaystyle {\frac {x}{x_{0}}}+{\frac {y}{y_{0}}}=1}.
erfüllen. Verläuft die Gerade parallel zu einer der Koordinatenachsen, dann fällt der jeweilige Schnittpunkt und damit auch der entsprechende Term in der Achsenabschnittsform weg. Für eine Parallele zur {\displaystyle x}-Achse lautet die Achsenabschnittsform also {\displaystyle y/y_{0}=1} und für eine Parallele zur {\displaystyle y}-Achse {\displaystyle x/x_{0}=1}. Die Achsenabschnittsform ist nicht definiert, wenn die Gerade durch den Koordinatenursprung verläuft.
Wird die Achsenabschnittsform nach {\displaystyle y} aufgelöst, ergibt sich
{\displaystyle y=-{\frac {y_{0}}{x_{0}}}\cdot x+y_{0}},
wobei das Verhältnis {\displaystyle -y_{0}/x_{0}} der Steigung der Geraden entspricht.

### Beispiel
Die Gerade, welche die {\displaystyle x}-Achse an der Stelle {\displaystyle x_{0}=6} und die {\displaystyle y}-Achse an der Stelle {\displaystyle y_{0}=3} schneidet, wird beschrieben durch die Gleichung
{\displaystyle {\frac {x}{6}}+{\frac {y}{3}}=1}.

### Anschaulich-geometrische Herleitung

Herleitung mithilfe des Strahlensatzes

Die Achsenabschnittsform lässt sich anschaulich-geometrisch mithilfe des 2. Strahlensatzes herleiten: Ist {\displaystyle g} eine Gerade mit den Achsenabschnitten {\displaystyle x_{0}} und {\displaystyle y_{0}} und {\displaystyle P(x|y)} ein Punkt auf der Geraden, so gilt (siehe Abbildung)
{\displaystyle {\frac {y}{y_{0}}}={\frac {x_{0}-x}{x_{0}}}}.
Hieraus folgt mit elementaren Termumformungen die Abschnittsgleichung
{\displaystyle {\frac {x}{x_{0}}}+{\frac {y}{y_{0}}}=1}.

### Algebraische Herleitung
Aus der allgemeinen Koordinatenform {\displaystyle ax+by=c\;} einer Gerade erhält man mittels Division durch {\displaystyle c}
{\displaystyle {\frac {ax}{c}}+{\frac {by}{c}}=1\quad }bzw. {\displaystyle \quad {\frac {x}{\;{\frac {c}{a}}\;}}+{\frac {y}{\;{\frac {c}{b}}\;}}=1}.
Setzt man nun noch {\displaystyle x_{0}=c/a} und {\displaystyle y_{0}=c/b}, so hat die letzte Gleichung die Achsenabschnittsform.
Aus den weiteren Formen von Geradengleichungen, der Normalenform, der Hesseschen Normalform, der Parameterform und der Zweipunkteform, wird zunächst die zugehörige allgemeine Koordinatenform der Gerade ermittelt (siehe Berechnung der allgemeinen Koordinatenform) und daraus dann die Achsenabschnittsform.

## Achsenabschnittsform einer Ebenengleichung

Achsenabschnittsform einer Ebenengleichung

### Darstellung
Analog wird eine Ebene im dreidimensionalen Raum in der Achsenabschnittsform durch drei reelle Zahlen {\displaystyle x_{0}}, {\displaystyle y_{0}} und {\displaystyle z_{0}} beschrieben. Eine Ebene besteht dann aus denjenigen Punkten, deren kartesische Koordinaten {\displaystyle (x,y,z)} die Gleichung
{\displaystyle {\frac {x}{x_{0}}}+{\frac {y}{y_{0}}}+{\frac {z}{z_{0}}}=1}
erfüllen. Hierbei ist {\displaystyle x_{0}} die Stelle, an welcher die Ebene die {\displaystyle x}-Achse schneidet, und analoge Bedeutung haben die Zahlen {\displaystyle y_{0}} und {\displaystyle z_{0}}. Die Schnittpunkte selbst werden Spurpunkte genannt, ihre Verbindungsstrecken liegen im Allgemeinfall auf den Spurgeraden und bilden das Spurdreieck. Liegt die Ebene parallel zu einer oder zwei Koordinatenachsen, dann fallen die jeweiligen Spurpunkte und damit auch die entsprechenden Terme in der Achsenabschnittsform weg. Die Achsenabschnittsform ist nicht definiert, wenn die Ebene den Koordinatenursprung enthält.

### Beispiel
Die Ebene, welche die {\displaystyle x}-Achse an der Stelle {\displaystyle x_{0}=2}, die {\displaystyle y}-Achse an der Stelle {\displaystyle y_{0}=3} und die {\displaystyle z}-Achse an der Stelle {\displaystyle z_{0}=-1} schneidet, wird beschrieben durch die Gleichung
{\displaystyle {\frac {x}{2}}+{\frac {y}{3}}-z=1}.

### Algebraische Herleitung
Aus der allgemeinen Koordinatenform {\displaystyle ax+by+cz=d} einer Ebene erhält man die Achsenabschnittsform mittels Division durch {\displaystyle d} als
{\displaystyle x_{0}={\frac {d}{a}},~y_{0}={\frac {d}{b}},~z_{0}={\frac {d}{c}}}.
Hat eine Ebene keinen Achsenabschnitt, da sie parallel zu einer Achse liegt, führt diese Rechnung zu einer Division durch null.
Aus den weiteren Formen von Ebenengleichungen, der Normalenform, der Hesseschen Normalform, der Parameterform und der Dreipunkteform, wird zunächst die zugehörige Koordinatenform der Ebene ermittelt (siehe Berechnung der Koordinatenform) und daraus dann die Achsenabschnittsform.

## Anwendung
Die Achsenabschnittsform wird beispielsweise in der Kristallographie bei den Millerschen Indizes zur Bezeichnung von Kristallflächen verwendet.